# ویکی‌پدیای باسایوگی
ویکی‌پدیای باسایوگی، نسخه زبان باسایوگی وب‌گاه ویکی‌پدیا است.
زبان باسایوگی تا ۱۲ سپتامبر ۲۰۱۱ با بیش از ۹,۳۳۰ مقاله در رده صدو‌هفتم ویکی‌پدیاها قرار گرفته‌است.